# NGC 5632
NGC 5632 este o galaxie situată în constelația Fecioara. A fost descoperită în 9 mai 1853 de către .